# Solo für Weiss
Solo für Weiss ist eine Kriminalfilmreihe des ZDF mit Anna Maria Mühe in der Rolle der Zielfahnderin Nora Weiss, die seit 2016 produziert und im Rahmen des Fernsehfilms der Woche ausgestrahlt wird.

## Produktionsnotizen
Nachdem zunächst im November 2016 zwei zusammenhängende Episoden ausgestrahlt wurden, wurde die Reihe etwa anderthalb Jahre später mit einem dritten Teil fortgesetzt. Ein vierter Film ist Anfang 2018 abgedreht worden und wurde im September 2018 auf dem 15. Festival des deutschen Films in Ludwigshafen am Rhein erstmals gezeigt. Im Januar 2019 entstand unter dem Arbeitstitel Schlaflos ein fünfter Film. Vom 17. November 2020 bis zum 18. Dezember 2020 fanden an Schauplätzen in Hamburg, Lübeck und der Ostseeküste unter den vorgegebenen Corona-Arbeitsschutzauflagen die Dreharbeiten für den sechsten Film statt, der zugleich der letzte mit dem Hauptdarsteller Jan Krauter als Kriminalhauptkommissar Simon Brandt ist. Der siebte Film wurde vom 16. November 2021 bis zum 15. Dezember 2021 gedreht und Zielfahnderin Nora Weiss erhält mit Kommissar Ben Salawi, der von Camill Jammal dargestellt wird, einen neuen Ermittlungspartner.

## Figuren

### Aktuell

#### Nora Weiss

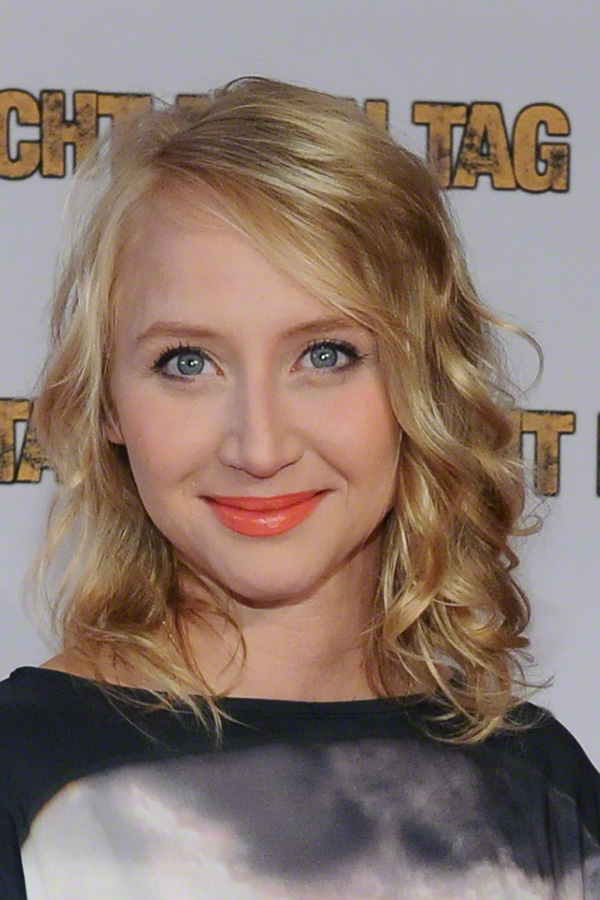
Anna Maria Mühe, die Darstellerin der Nora Weiss

Die LKA-Zielfahnderin Nora Weiss hat ein Patenkind namens Daina, das in ihrem ersten Fall auf einer Fähre aus dem lettischen Riga nach Travemünde verschwindet, aber dann wieder freigelassen wird. Weiss lebt in einem einsam gelegenen Haus an der Trave, wo sie ihren jeweils aktuellen Fall noch einmal durchgeht. Sie liebt Bücher und hat ein gut gefülltes Bücherregal. Sie bemerkt sofort, wenn eines ihrer Bücher nicht am richtigen Platz steht oder gar fehlt.
Während ihres zweiten Falls wird klar, dass Weiss Vegetarierin ist. Unterstützung erfährt sie durch ihre Freundin Anna Balodis, die Mutter ihres Patenkindes Daina. Weiss’ Vater ist Pfarrer. Er hatte in der DDR als Fluchthelfer gearbeitet.
Jutta Lieck Klenke, verantwortlich für die Produktion, stellte die Frage, die Produzenten sich bei einer neu zu etablierenden Figur stellen, nämlich: Wie schafft man es, eine Figur zu kreieren, „die sichtbar werden kann neben all den anderen Ermittlern im deutschen Fernsehen?“ Nora Weiss ist eine hartnäckige, mutige Einzelgängerin, jung, hochintelligent und eine Perfektionistin. Aufgewachsen ist sie im Osten in einem Pastorenhaushalt. Das macht sie aus. Sie liebt ihre Heimat, lebt gern in ihrem Haus am Meer. Ihr Wesen ist von Ernsthaftigkeit geprägt, immer im Wissen, dass eine große Verantwortung auf ihr ruht nicht nur den Opfern, sondern auch deren Angehörigen gegenüber.
Die Produzentin äußerte: „Anna Maria Mühe ist ein Glücksfall für jeden Film[,] in dem sie spielt. Wo sie ist, breitet sich Magie auf der Leinwand aus“. Mit „diesem starken Pfund“ gehe man in „zwei hochkomplexe Fälle“.

#### Jan Geissler
Jan Geissler ist zunächst Kriminalrat am Lübecker Morddezernat. Er ist verheiratet, später geschieden und unglücklich verliebt in Weiss. So zeigt er sich eifersüchtig, als sie während ihres dritten Falls Es ist nicht vorbei gemeinsam mit ihrem Kollegen Simon Brandt in einer Pension übernachtet. Weiss geht im späteren Verlauf ein Verhältnis mit Geissler ein, er solle sich entscheiden zwischen seiner Ehefrau und ihr. Seit der sechsten Folge Das letzte Opfer ist er Leiter des LKA und Weiss’ Vorgesetzter.

#### Ben Salawi
Seit dem siebten Einsatz Todesengel ermittelt Ben Salawi an der Seite von Weiss. In ihrem ersten gemeinsamen Fall müssen sie den Mord des Psychologie-Professors Peter Marquart aufklären.

### Ehemalig

#### Simon Brandt

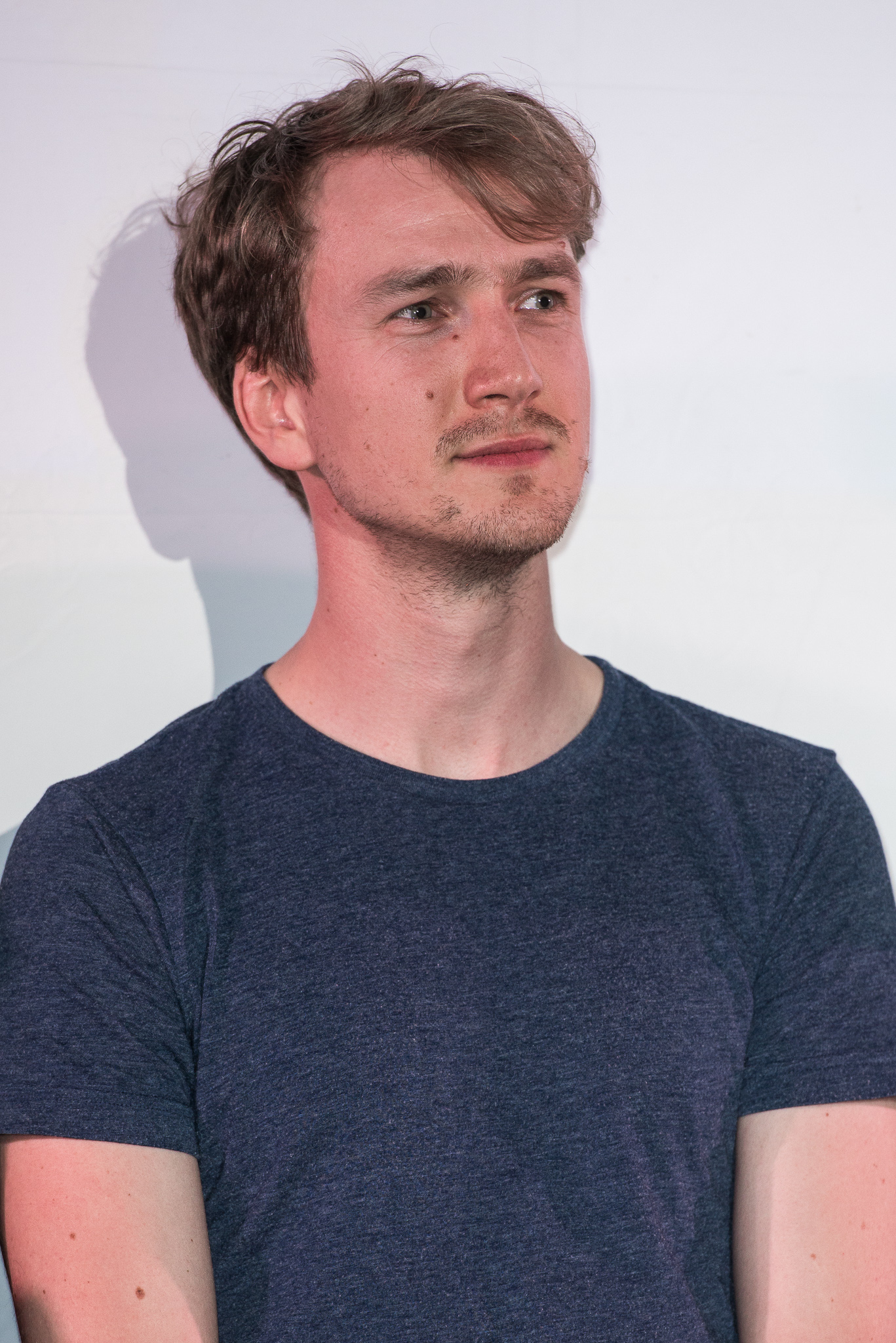
Jan Krauter, der Darsteller des Simon Brandt

Weiss arbeitet mit Simon Brandt zusammen, einem Kollegen, der sich aus privaten Gründen vom Betrugsdezernat in Dortmund nach Lübeck hat versetzen lassen. Im Laufe ihrer Zusammenarbeit muss sie feststellen, dass Brandt spielsüchtig ist. Im vierten Fall, Für immer Schweigen, offenbart er, nachdem er gefragt wurde, ob er Kinder habe, die Gründe für seine freiwillige Versetzung nach Lübeck. Er hatte unüberbrückbare Probleme mit seiner Frau, die letztlich auch das Sorgerecht für den gemeinsamen Sohn Tim erwirkt hat. Nach Ende der sechsten Folge Das letzte Opfer kehrt er zu seiner Familie nach Dortmund zurück.

#### Anna Balodis
Anna Balodis ist die Mutter von Nora Weiss’ Patentochter Daina und zugleich ihre beste Freundin, die bis zur fünften Folge Schlaflos mit bei ihrem Vater wohnt.

## Besetzung

### Aktuelle Darsteller
| Schauspieler    | Rollenname   | Position                                  | Episoden | Zeitraum  |
| --------------- | ------------ | ----------------------------------------- | -------- | --------- |
| Anna Maria Mühe | Nora Weiss   | LKA-Zielfahnderin                         | 1–       | seit 2016 |
| Peter Jordan    | Jan Geissler | Kriminalrat (bis Folge 6), Leiter des LKA | 1–       | seit 2016 |
| Camill Jammal   | Ben Salawi   | Kriminalhauptkommissar                    | 7–       | seit 2022 |

### Ehemalige Darsteller
| Schauspieler         | Rollenname    | Position                                  | Episoden | Zeitraum  |
| -------------------- | ------------- | ----------------------------------------- | -------- | --------- |
| Jan Krauter          | Simon Brandt  | Kriminalhauptkommissar                    | 1–6      | 2016–2021 |
| Rainer Bock          | Rainer Weiss  | Pfarrer, Vater von Nora Weiss             | 1–5      | 2016–2020 |
| Natalia Rudziewicz   | Anna Balodis  | Mutter von Daina, Freundin von Nora Weiss | 1–5      | 2016–2020 |
| Grace Serrano Zameza | Daina Balodis | Patenkind von Nora Weiss                  | 1–2      | 2016      |
| Hannes Hellmann      | Kurt Böhnisch | Leitender Kriminaldirektor                | 2–6      | 2016–2021 |

## Episodenliste
| Nr. | Originaltitel                    | Erstausstrahlung | Regie            | Drehbuch                                              | Zuschauer             |
| --- | -------------------------------- | ---------------- | ---------------- | ----------------------------------------------------- | --------------------- |
| 1   | Das verschwundene Mädchen        | 7. Nov. 2016     | Thomas Berger    | Thomas Berger, Mathias Klaschka                       | 5,84 Mio. (17,3 % MA) |
| 2   | Die Wahrheit hat viele Gesichter | 9. Nov. 2016     | Thomas Berger    | Sören Hüper, Mathias Klaschka, Christian Prettin      | 6,41 Mio. (19,8 % MA) |
| 3   | Es ist nicht vorbei              | 5. März 2018     | Judith Kennel    | Mathias Klaschka                                      | 7,25 Mio. (22,2 % MA) |
| 4   | Für immer Schweigen              | 25. Nov. 2019    | Maria von Heland | Mathias Klaschka                                      | 5,91 Mio. (18,4 % MA) |
| 5   | Schlaflos                        | 19. Okt. 2020    | Maria von Heland | Kathrin Richter, Jürgen Schlagenhof, Maria von Heland | 5,40 Mio. (17,3 % MA) |
| 6   | Das letzte Opfer                 | 29. Nov. 2021    | Esther Bialas    | Mathias Klaschka                                      | 7,14 Mio. (23,1 % MA) |
| 7   | Todesengel                       | 31. Okt. 2022    | Gunnar Fuß       | Mathias Klaschka                                      | 6,68 Mio. (24,6 % MA) |
| 8   | Liebeswut                        | 6. Nov. 2023     | Gunnar Fuß       | Mathias Klaschka                                      | 5,67 Mio. (20,6 % MA) |
| 9   | Tödliche Wahl                    | 4. Nov. 2024     | Gunnar Fuß       | Paul Salisbury                                        | 6,48 Mio. (24,2 % MA) |

## DVD-Veröffentlichungen
- 2018: Solo für Weiss – Die Filme 1–3, erschienen am 29. Juni 2018 bei Pandastorm Pictures (Edel)[17]